# Dominion de Floride occidentale britannique
Le dominion de Floride occidentale britannique est une micronation séparatiste fondée en 2005 sur « une interprétation excentrique des événements historiques », située aux États-Unis sur le golfe du Mexique. Elle revendique le territoire de la Floride occidentale intégrée depuis 1810 au sein des États de Louisiane, Mississippi, Alabama et Floride.
Son territoire s’étend, le long de côte, de Baton Rouge, à l'ouest, au fleuve Apalachicola à l'est, le long de la côte. Pensacola est sa capitale.

## Origines

Carte des Florides en 1810.

Les fondateurs de la micronation affirment que l'annexion par les États-Unis est illégale, car le contrôle de la région a manqué à ses engagements envers le Royaume-Uni en 1808, à la suite du renoncement de la souveraineté par le roi Charles IV d'Espagne, ce qui invalide le traité de Paris signé en 1810 et l'annexion par les États-Unis qui a suivi. Cette interprétation des événements historiques n'est soutenue par aucun historien.

## Indépendance
| \| Baton · Rouge Apalachicola \| De Baton Rouge au fleuve Apalachicola |
| Baton · Rouge Apalachicola                                             |

La micronation est fondée en novembre 2005 afin de réaffirmer les « droits de la Grande-Bretagne » sur la région par une personne se faisant appeler sur son site Internet "Robert VII, duc de Floride". Depuis son retrait en 2007, le Gouverneur général est Lord Bo, un consultant en informatique et ancien membre de l'armée américaine et Élisabeth II s'est vu attribuer le titre de souveraine du dominion, titre qu'elle n'a jamais accepté.
Le dominion revendique « lutter pour obtenir le statut d'état du Commonwealth ». Il n'est reconnu par aucun gouvernement et n'exerce aucune autorité sur le territoire revendiqué, ses activités sont principalement sur Internet.
La micronation émet des séries de faux timbres (vignette cinderella) et frappe des pièces de monnaie produites par Jorge Vidal reprenant la livre,.

## Disparition
Une fois, les pièces de monnaie du Dominion mises en vente, en 2016, les activités autour de la micronation cessent. Le site internet est fermé et il n'y a plus aucune information d'une suite nulle part. Le plus probable est que tout n'était qu'une opération commerciale.